# سارنیکاوا
سارنیکاوا (به لاتین: Carnikava) یک روستا در لتونی است که در شهرداری سارنیکاوا واقع شده‌است. سارنیکاوا ۴٬۰۱۵ نفر جمعیت دارد.